# Monès
Monès település Franciaországban, Haute-Garonne megyében. Lakosainak száma 88 fő (2022. január 1.). Monès Forgues, Le Pin-Murelet, Plagnole és Laymont községekkel határos.

## Népesség
A település népességének változása:
| Lakosok száma | 36   | 45   | 33   | 51   | 78   | 90   | 96   | 88   | 84   | 88   |
|               | 1968 | 1982 | 1990 | 2006 | 2013 | 2015 | 2017 | 2019 | 2020 | 2022 |